# Campeonato Sudamericano Femenino Sub-17 de 2024
El Campeonato Sudamericano Femenino de Fútbol Sub-17 de 2024 fue la 8.ª edición de este torneo que se llevó a cabo en Paraguay. Comenzó el 13 de marzo y finalizó el 31 de marzo. Participaron las selecciones nacionales femeninas sub-17 de todos los países cuyas federaciones están afiliadas a la Conmebol.
El torneo clasificó a los tres mejores equipos a la Copa Mundial Femenina de Fútbol Sub-17 de 2024 a celebrarse entre octubre y noviembre en República Dominicana.
Inicialmente, el torneo se iba a disputar en Argentina, sin embargo Conmebol anunció el 8 de enero de 2024 que el certamen se disputaría en Paraguay.

## Formato de competición
Los diez equipos participantes en la primera fase se dividen en dos grupos de cinco equipos cada uno. Luego de una liguilla simple (a una sola rueda de partidos), pasarán a la segunda ronda los equipos que ocupen las posiciones primera y segunda de cada grupo.
En caso de empate en puntos en cualquiera de las posiciones, la clasificación se determinará siguiendo en orden los siguientes criterios:
- El resultado del partido jugado entre los equipos empatados.
  - Mayor cantidad de puntos obtenida en los partidos entre los equipos empatados.
  - Mejor diferencia de gol obtenida en los partidos entre los equipos implicados.
  - Mayor cantidad de goles marcados en los partidos entre los equipos implicados.
- Diferencia de goles.
- Cantidad de goles marcados.
- Menor cantidad de tarjetas rojas.
- Menor cantidad de tarjetas amarillas.
- Por sorteo.

En la fase final, los cuatro equipos clasificados disputarán una liguilla simple (a una sola rueda de partidos), el equipo que ocupe la primera posición se consagrará campeón, y clasificará a la Copa Mundial Femenina de Fútbol Sub-17 de 2024 junto a las dos selecciones siguientes ubicadas en la tabla de posiciones.
En caso de empate en puntos en cualquiera de las posiciones, la clasificación se determinará siguiendo en orden los mismos criterios utilizados en la primera fase, siendo utilizados únicamente para los partidos de la fase final, salvo el número de tarjetas rojas y amarillas que se cuentan de la totalidad de los partidos de la competición.

## Equipos participantes
Participan las diez selecciones nacionales de fútbol afiliadas a la Conmebol.
| Equipos participantes | Equipos participantes | Equipos participantes | Equipos participantes | Equipos participantes |
| --------------------- | --------------------- | --------------------- | --------------------- | --------------------- |
| Argentina             | Bolivia               | Brasil                | Chile                 | Colombia              |
| Ecuador               | Paraguay              | Perú                  | Uruguay               | Venezuela             |

### Sorteo
El sorteo de grupos se llevó a cabo en la sede de la Conmebol ubicada en la ciudad de Luque, Paraguay, el 12 de enero a las 12:00 (UTC-3).
Entre paréntesis se indica la posición de las selecciones en el Campeonato Sudamericano Sub-17 de 2022.
| Cabezas de serie        | Bombo 2                | Bombo 3                   | Bombo 4                   | Bombo 5               |
| ----------------------- | ---------------------- | ------------------------- | ------------------------- | --------------------- |
| Paraguay (4) Brasil (1) | Colombia (2) Chile (3) | Argentina (5) Ecuador (6) | Uruguay (7) Venezuela (8) | Perú (9) Bolivia (10) |

## Sedes
| Estadio Arsenio Erico | Centro de Alto Rendimiento de Fútbol Femenino (CARFEM) |
| Capacidad: 10 000     | Capacidad: 5 000                                       |
|                       | 235                                                    |

## Primera fase
- Los horarios corresponden al huso horario de Paraguay en verano (UTC-3), durante la fase final los horarios corresponden al huso horario estándar (UTC-4).

### Grupo A
| Equipo   | Pts. | PJ | PG | PE | PP | GF | GC | Dif. |
| -------- | ---- | -- | -- | -- | -- | -- | -- | ---- |
| Paraguay | 10   | 4  | 3  | 1  | 0  | 12 | 3  | +9   |
| Ecuador  | 7    | 4  | 2  | 1  | 1  | 11 | 7  | +4   |
| Uruguay  | 6    | 4  | 2  | 0  | 2  | 6  | 9  | –3   |
| Chile    | 6    | 4  | 2  | 0  | 2  | 11 | 4  | +7   |
| Bolivia  | 0    | 4  | 0  | 0  | 4  | 1  | 18 | –17  |

| 13 de marzo de 2024 | Bolivia | 0:4 (0:2) | Ecuador                                            | Estadio CARFEM, Ypané    |                          |
| 18:00 (GMT-3)       |         | Reporte   | Merino 20' (a.g.) · Guerra 25', 46' · Arboleda 57' | Árbitro(s): María Herrán | Árbitro(s): María Herrán |

| 13 de marzo de 2024 | Paraguay                              | 3:1 (1:0) | Uruguay   | Estadio CARFEM, Ypané      |                            |
| 20:30 (GMT-3)       | Martínez 45' · Mussi 64' · Franco 89' | Reporte   | Gómez 75' | Árbitro(s): Rejane Caetano | Árbitro(s): Rejane Caetano |

- Equipo libre:  Chile.

| 15 de marzo de 2024 | Uruguay                    | 2:1 (1:1) | Chile      | Estadio CARFEM, Ypané        |                              |
| 18:00 (GMT-3)       | Storace 18' · Guedes 90+7' | Reporte   | Álvarez 2' | Árbitro(s): Gabriela Coronel | Árbitro(s): Gabriela Coronel |

| 15 de marzo de 2024 | Bolivia | 0:6 (0:1) | Paraguay                                                                          | Estadio CARFEM, Ypané       |                             |
| 20:30 (GMT-3)       |         | Reporte   | Bareiro 22' · Martínez 48' · Benítez 67' · Franco 77' · Casco 89' · Sánchez 90+6' | Árbitro(s): Paula Fernández | Árbitro(s): Paula Fernández |

- Equipo libre:  Ecuador.

| 17 de marzo de 2024 | Chile                                                         | 5:1 (2:0) | Ecuador  | Estadio CARFEM, Ypané      |                            |
| 18:00 (GMT-3)       | Cabezas 35', 44' · Millones 72' · Martínez 76' · Figueroa 82' | Reporte   | Pico 57' | Árbitro(s): Rejane Caetano | Árbitro(s): Rejane Caetano |

| 17 de marzo de 2024 | Uruguay                      | 3:1 (2:1) | Bolivia    | Estadio CARFEM, Ypané        |                              |
| 20:30 (GMT-3)       | Gómez 36', 73' · Márcora 43' | Reporte   | Ibañez 17' | Árbitro(s): Priscila Vásquez | Árbitro(s): Priscila Vásquez |

- Equipo libre:  Paraguay.

| 19 de marzo de 2024 | Chile                                                               | 5:0 (2:0) | Bolivia | Estadio CARFEM, Ypané         |                               |
| 18:00 (GMT-3)       | Álvarez 21' · Martínez 37' · Carter 55' · Figueroa 64' · Avello 73' | Reporte   |         | Árbitro(s): Silvia Gasperotti | Árbitro(s): Silvia Gasperotti |

| 19 de marzo de 2024 | Ecuador                    | 2:2 (0:1) | Paraguay                  | Estadio CARFEM, Ypané        |                              |
| 20:30 (GMT-3)       | Alcívar 82' · Arboleda 88' | Reporte   | Benítez 20' · Bareiro 70' | Árbitro(s): Gabriela Coronel | Árbitro(s): Gabriela Coronel |

- Equipo libre:  Uruguay.

| 21 de marzo de 2024 | Paraguay           | 1:0 (0:0) | Chile | Estadio CARFEM, Ypané       |                             |
| 20:30 (GMT-3)       | Bareiro 67' (pen.) | Reporte   |       | Árbitro(s): Paula Fernández | Árbitro(s): Paula Fernández |

| 21 de marzo de 2024 | Ecuador                                           | 4:0 (2:0) | Uruguay | Estadio Arsenio Erico, Asunción |                              |
| 20:30 (GMT-3)       | Chiuchiolo 37', 42' · Arboleda 54' · Guerra 90+3' | Reporte   |         | Árbitro(s): Priscila Vásquez    | Árbitro(s): Priscila Vásquez |

- Equipo libre:  Bolivia.

### Grupo B
| Equipo    | Pts. | PJ | PG | PE | PP | GF | GC | Dif. |
| --------- | ---- | -- | -- | -- | -- | -- | -- | ---- |
| Brasil    | 10   | 4  | 3  | 1  | 0  | 9  | 1  | +8   |
| Colombia  | 9    | 4  | 3  | 0  | 1  | 7  | 4  | +3   |
| Argentina | 5    | 4  | 1  | 2  | 1  | 4  | 3  | +1   |
| Perú      | 3    | 4  | 1  | 0  | 3  | 1  | 9  | –8   |
| Venezuela | 1    | 4  | 0  | 1  | 3  | 0  | 4  | –4   |

| 14 de marzo de 2024 | Brasil                        | 2:0 (0:0) | Venezuela | Estadio Arsenio Erico, Asunción |                            |
| 18:00 (GMT-3)       | Stephanie 70' · Kaylane 90+5' | Reporte   |           | Árbitro(s): Angelina Rodas      | Árbitro(s): Angelina Rodas |

| 14 de marzo de 2024 | Perú | 0:4 (0:4) | Argentina                                   | Estadio Arsenio Erico, Asunción |                         |
| 20:30 (GMT-3)       |      | Reporte   | Lomba 5', 41' · Moyano 18' · Martínez 45+5' | Árbitro(s): Silvia Ríos         | Árbitro(s): Silvia Ríos |

- Equipo libre:  Colombia.

| 16 de marzo de 2024 | Perú | 0:3 (0:3) | Brasil                                      | Estadio Arsenio Erico, Asunción |                               |
| 18:00 (GMT-3)       |      | Reporte   | Juju Harris 17' · Kaylane 21' · Larissa 31' | Árbitro(s): Silvia Gasperotti   | Árbitro(s): Silvia Gasperotti |

| 16 de marzo de 2024 | Venezuela | 0:1 (0:0) | Colombia | Estadio Arsenio Erico, Asunción |                             |
| 20:30 (GMT-3)       |           | Reporte   | Díaz 85' | Árbitro(s): Dayared Ramírez     | Árbitro(s): Dayared Ramírez |

- Equipo libre:  Argentina.

| 18 de marzo de 2024 | Colombia                     | 3:0 (2:0) | Argentina | Estadio Arsenio Erico, Asunción |                            |
| 18:00 (GMT-3)       | Silva 17', 64' · Cuéllar 24' | Reporte   |           | Árbitro(s): Angelina Rodas      | Árbitro(s): Angelina Rodas |

| 18 de marzo de 2024 | Venezuela | 0:1 (0:0) | Perú          | Estadio Arsenio Erico, Asunción |                                |
| 20:30 (GMT-3)       |           | Reporte   | Kaemmerer 65' | Árbitro(s): Alejandra Quisbert  | Árbitro(s): Alejandra Quisbert |

- Equipo libre:  Brasil.

| 20 de marzo de 2024 | Argentina | 0:0     | Brasil | Estadio CARFEM, Ypané   |                         |
| 18:00 (GMT-3)       |           | Reporte |        | Árbitro(s): Silvia Ríos | Árbitro(s): Silvia Ríos |

| 20 de marzo de 2024 | Colombia                     | 2:0 (0:0) | Perú | Estadio CARFEM, Ypané    |                          |
| 20:30 (GMT-3)       | Díaz 71' (pen.) · Torres 89' | Reporte   |      | Árbitro(s): María Lupera | Árbitro(s): María Lupera |

- Equipo libre:  Venezuela.

| 22 de marzo de 2024 | Brasil                                                      | 4:1 (3:0) | Colombia  | Estadio CARFEM, Ypané         |                               |
| 20:30 (GMT-3)       | Juju Harris 16', 32' · Ana Elisa 43' · Giovanna Waksman 54' | Reporte   | Rojas 68' | Árbitro(s): Silvia Gasperotti | Árbitro(s): Silvia Gasperotti |

| 22 de marzo de 2024 | Argentina | 0:0     | Venezuela | Estadio Arsenio Erico, Asunción |                             |
| 20:30 (GMT-3)       |           | Reporte |           | Árbitro(s): Dayared Ramírez     | Árbitro(s): Dayared Ramírez |

- Equipo libre:  Perú.

## Cuadrangular final
| Equipo   | Pts. | PJ | PG | PE | PP | GF | GC | Dif |
| -------- | ---- | -- | -- | -- | -- | -- | -- | --- |
| Brasil   | 7    | 3  | 2  | 1  | 0  | 11 | 3  | +8  |
| Colombia | 5    | 3  | 1  | 2  | 0  | 6  | 4  | +2  |
| Ecuador  | 3    | 3  | 1  | 0  | 2  | 3  | 8  | –5  |
| Paraguay | 1    | 3  | 0  | 1  | 2  | 1  | 6  | –5  |

|  | Clasificado para la Copa Mundial Femenina de Fútbol Sub-17 de 2024. |

| 25 de marzo de 2024 | Brasil                                                   | 4:0 (1:0) | Ecuador | Estadio CARFEM, Ypané        |                              |
| 17:00 (GMT-4)       | Giovanna Waksman 19', 72' (pen.), 90+3' · Francine 90+4' | Reporte   |         | Árbitro(s): Milagros Arruela | Árbitro(s): Milagros Arruela |

| 25 de marzo de 2024 | Paraguay | 0:0     | Colombia | Estadio CARFEM, Ypané       |                             |
| 19:30 (GMT-4)       |          | Reporte |          | Árbitro(s): Anahí Fernández | Árbitro(s): Anahí Fernández |

| 28 de marzo de 2024 | Brasil                     | 2:2 (0:1) | Colombia                       | Estadio CARFEM, Ypané     |                           |
| 17:00 (GMT-4)       | Juju Harris 61' · Myka 62' | Reporte   | Rojas 45+3' (pen.) · López 51' | Árbitro(s): Dione Rissios | Árbitro(s): Dione Rissios |

| 28 de marzo de 2024 | Ecuador     | 1:0 (1:0) | Paraguay | Estadio CARFEM, Ypané         |                               |
| 19:30 (GMT-4)       | Arboleda 7' | Reporte   |          | Árbitro(s): Silvia Gasperotti | Árbitro(s): Silvia Gasperotti |

| 31 de marzo de 2024 | Colombia                                            | 4:2 (1:1) | Ecuador         | Estadio CARFEM, Ypané       |                             |
| 17:00 (GMT-4)       | Martínez 1' · Rodríguez 71' · López 73' · Rojas 76' | Reporte   | Delgado 3', 60' | Árbitro(s): Anahí Fernández | Árbitro(s): Anahí Fernández |

| 31 de marzo de 2024 | Paraguay     | 1:5 (0:3) | Brasil                                                                        | Estadio CARFEM, Ypané        |                              |
| 19:30 (GMT-4)       | Martínez 47' | Reporte   | Juju Harris 12' · Giovanna Waksman 13' · Aninha 21' · Bellini 57' · Sofia 77' | Árbitro(s): Milagros Arruela | Árbitro(s): Milagros Arruela |

|                           |
| Bandera de Brasil         |
| Campeón Brasil 5.º título |

## Clasificadas aRepública Dominicana 2024
| Bandera de Brasil | Bandera de Colombia | Bandera de Ecuador |
| Brasil            | Colombia            | Ecuador            |
| ----------------- | ------------------- | ------------------ |

## Estadísticas
Actualización: 31 de marzo de 2024.

### Tabla general
| Pos. | Equipo    | Pts | PJ | PG | PE | PP | GF | GC | Dif. | Rend. |
| ---- | --------- | --- | -- | -- | -- | -- | -- | -- | ---- | ----- |
| 1    | Brasil    | 17  | 7  | 5  | 2  | 0  | 20 | 4  | +16  | 80,1% |
| 2    | Colombia  | 14  | 7  | 4  | 2  | 1  | 13 | 8  | +5   | 66,7% |
| 3    | Ecuador   | 10  | 7  | 3  | 1  | 3  | 14 | 15 | –1   | 47,6% |
| 4    | Paraguay  | 11  | 7  | 3  | 2  | 2  | 13 | 9  | +4   | 52,4% |
| 5    | Chile     | 6   | 4  | 2  | 0  | 2  | 11 | 4  | +7   | 50%   |
| 6    | Uruguay   | 6   | 4  | 2  | 0  | 2  | 6  | 9  | –3   | 50%   |
| 7    | Argentina | 5   | 4  | 1  | 2  | 1  | 4  | 3  | +1   | 41,6% |
| 8    | Perú      | 3   | 4  | 1  | 0  | 3  | 1  | 9  | –8   | 25%   |
| 9    | Venezuela | 1   | 4  | 0  | 1  | 3  | 0  | 4  | –4   | 8,3%  |
| 10   | Bolivia   | 0   | 4  | 0  | 0  | 4  | 1  | 18 | –17  | 0%    |

### Goleadoras
| Jugadora          | Selección | Goles |
| ----------------- | --------- | ----- |
| Juju Harris       | Brasil    | 5     |
| Giovanna Waksman  | Brasil    | 5     |
| Doménica Arboleda | Ecuador   | 4     |
| Agustina Gómez    | Uruguay   | 3     |
| Alison Bareiro    | Paraguay  | 3     |
| Mary Guerra       | Ecuador   | 3     |
| Claudia Martínez  | Paraguay  | 3     |
| Nikol Rojas       | Colombia  | 3     |

## Derechos de Transmisión
- Argentina: DSports
- Bolivia: COMTECO
- Brasil: TV Globo
- Chile: DSports, TVN,[8] NTV[9]
- Colombia: DSports, Caracol Televisión,[10] Canal RCN
- Ecuador: DSports
- Paraguay: Tigo Sports
- Perú: DSports
- Uruguay: DSports
- Venezuela: DSports, Meridiano TV